# MusicMight
MusicMight (колишній Rockdetector) — вебсайт присвячений рок-музиці. Інформація про виконавців і їх релізи доступна як через сайт, так і в серії книг Rockdetector. Сайт був заснований британським письменником Гаррі Шарпом-Янгом (Garry Sharpe-Young) в 2001 році. На сайті представлені великі та унікальні біографії гуртів, багато з яких є результатом прямою інтерв'ю з учасниками останніх. Шарп-Янг особисто спілкувався з музикантами протягом багатьох років. Частина матеріалів сайту створена невеликою групою письменників з різних країн. Останнім часом сайт базується в Новій Зеландії.
Станом на грудень 2007 року база даних сайту налічувала понад 59 400 груп. Крім того вона включала в себе більше 92 000 релізів і 659 000 пісень, а також інформацію про більш ніж 300 000 концертів, починаючи з 1965 року. Деякий час сайт не оновлювався у зв'язку з розробкою та тестуванням нової розширеної його версії. 1 вересня 2008 сайт знову зафункціонував, змінивши свою назву з Rockdetector на MusicMight.
Шарп-Янг помер у березні 2010 року.

## Серія книг Rockdetector
- Black Metal — вересень 2001
- Death Metal — вересень 2001
- Ozzy Osbourne — лютий 2002
- Thrash Metal — жовтень 2002
- Power Metal — лютий 2003
- Doom, Gothic & Stoner Metal — лютий 2003
- 80s Rock — липень 2003
- Black Sabbath — Never Say Die — 2004
- New Wave of American Heavy Metal — листопад 2005
- Sabbath Bloody Sabbath — The Battle For Black Sabbath — серпень 2006
- Thrash Metal — Amended — жовтень 2007
- Death Metal — Amended — квітень 2008